# Novus Inceptio
Novus Inceptio je nezávislá hra o přežití s prvky fantasy a science fiction zasazená do postapokalyptického světa od McMagic Productions. Cílem vývojářů je vytvoření komplexního a samostatně fungujícího světa. Hra je zaměřena především na hru o přežití, taktiku a strategii a je dostupná v předběžném přístupu od 5. října 2015.

## Průběh
Na počátku hry musí hráč získat zdroje pro přežití: vodu, jídlo a úkryt. Následně hráč sbírá zdroje, aby mohl získat lepší vybavení nebo ubytování. Jeho schopnosti se zlepšují, když je používá. Pokud hráč nepoužívá dovednost dlouhou dobu, zapomíná a tím se tato schopnost zhoršuje. Hráče po celou hru následuje dron, který slouží pro záchranu jeho DNA, aby mohl být hráč naklonován. Dron také slouží jako možnost přepravy těžších předmětů jako jsou klády, které hráč přepraví jen obtížně.

## Příběh
Příběh Novus Inceptio je zasazen do daleké budoucnosti (rok 4145), ve které je planeta zotavená po globální katastrofě. Stále se zde vyskytují anomálie. Jeden z cílů hráče bude zjistit, co způsobilo katastrofu, dalším cílem bude obnovit civilizaci. Hráč může k dosažení svého cíle použít nejen přírodní zdroje, výrobu, stavění a následně technologické vymoženosti, ale i nadpřirozené schopnosti.

## Vývoj
Hru vyvíjí od roku 2012 Martin Markus Mastný. Inspirací mu byly tituly Ultima Online, Star Wars Galaxies a Wurm Online. Původně byla hra vyvíjena na Hero Engine z Star Wars: The Old Republic, ale v roce 2013 byl vývoj přesunut na Unity.
Hra byla uvedena 24. května 2015 ve službě Steam Greenlight, kde ji komunita během 5 dnů schválila jako vhodnou pro Steam a bylo jí naplánováno vypuštění na konci roku 2015 do předběžného přístupu. Následně 5. října 2015 byla tato verze vypuštěna. Do konce roku 2015 nasbírala hra i nominace na cenu Česká hra roku v kategoriích:
- Technický přínos české herní tvorbě
- Nejlepší debut v české herní tvorbě

Po vypuštění se umístila ještě před koncem roku 2015 v žebříčcích top100 IndieDB a ModDB. Hra byla v roce 2016 dostupná v předběžném přístupu.